# Mota (isola)

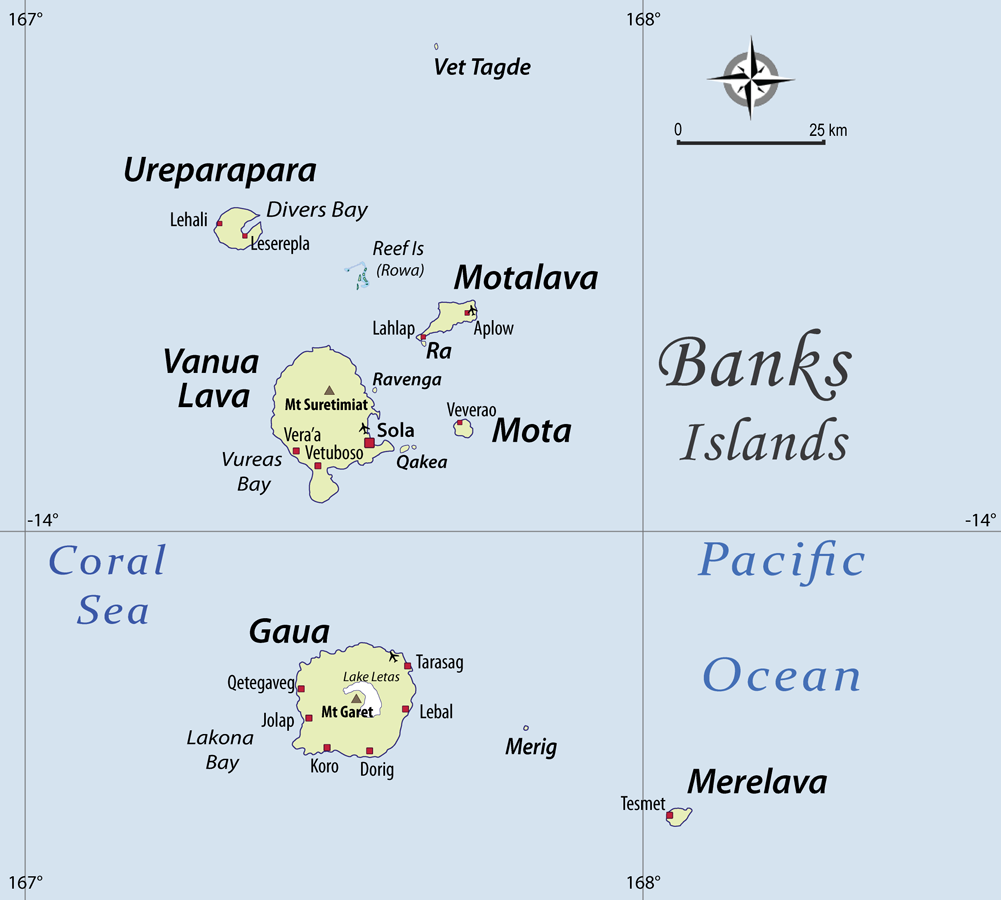
Isole Banks con Mota

Mota è un'isola delle isole Banks nel nord del Vanuatu, nella provincia di Torba.
Con una superficie di 9.5 km², conta 700 abitanti circa.
Situata a sud di Mota Lava e a 12 km da Vanua Lava fu un centro importante per la diffusione del cristianesimo e la sua lingua insegnata sull'Isola Norfolk comme lingua franca.